# Shane Long
Shane Patrick Long (Gortnahoe, Írország, 1987. január 22. –) ír labdarúgó, aki jelenleg a Southampton FC csapatában játszik. csatárként és szélsőként is bevethető. Az ír válogatottal részt vett a 2012-es Európa-bajnokságon, valamint a 2016-os labdarúgó-Európa-bajnokságon is.

## Pályafutása

### Cork City
Long a St. Kevins és a Saint Michaels csapataiban is megfordult, mielőtt 2004-ben felfigyelt volna rá a Cork City. Július 1-jén a klubhoz került, majd 2005-ben az első csapat tagja lett. 2005. március 25-én mutatkozott be a bajnokságban. Ezen kívül mindössze egy kupameccsen kapott lehetőséget május 2-án. 2005. június 7-én Kevin Doyle-lal együtt leigazolta a Reading.

### Reading
Új csapatánál Doyle mellett Dave Kitsonnal és Leroy Litával is meg kellett küzdenie a csapatba kerülésért. Tíz mérkőzésen lépett pályára csereként, és három gólt szerzett, mielőtt 2006. április 17-én megkapta első lehetőségét kezdőként, a Stoke City ellen. A Reading bajnokként végzett a Championshipben, így feljutott a Premier League-be.
2007. július 4-én Long egy új, négy évre szóló szerződést írt alá csapatával. 2008. március 16-án, egy Liverpool ellen 2-1-re elveszített mérkőzésen dühében földhöz vágta a mezét lecserélésekor, később elnézést kért a viselkedéséért. 2010-ben, az FA Kupában kiharcolt egy büntetőt a Liverpool elleni mérkőzés rendes játékidejének végén. Ezzel egyenlített a Reading, a hosszabbításban Long eldöntötte a meccset, ezzel a csapat meglepetésre továbbjutott.
2010. január 30-án remek formába lendült, előbb győztes gólt szerzett a Barnsley ellen, majd egy héttel később a Doncaster Rovers ellen is betalált, a Plymouth Argyle ellen pedig duplázni tudott. Február 13-án, egy West Bromwich Albion elleni FA Kupa-mérkőzésen kiállították, ez már a második piros lapja volt a szezonban. Március 7-én duplázott az Aston Villa ellen FA Kupa-negyeddöntő első félidejében, de a birminghamiek négyszer is betaláltak a második játékrészben, így a Reading kiesett.
A 2010/11-es szezonban minden sorozatot egybevéve, és a válogatott meccseket is beleszámolva 58 mérkőzésen lépett pályára és 28 gólt szerzett. Ezután a Reading elnöke, John Madejski világklasszisnak nevezte.

### West Bromwich Albion
Long 2011. augusztus 9-én hároméves szerződést kötött a West Bromwich Albionnal. A hírek szerint a birminghamiek 4,5 millió fontot fizettek érte. Ez az összeg a különböző teljesítményfüggő juttatásokkal együtt akár 6,5 millióra is emelkedhetett. Augusztus 14-én, a Manchester United ellen debütált. Gólt is szerzett, de csapata így is kikapott 2-1-re. Hat nappal később, második meccsén, a Chelsea ellen már hét perc játék után betalált, de a WBA ismét 2-1-es vereséget szenvedett. 2011. október 16-án őt választották a Wolverhampton Wanderers ellen megnyert rangadó legjobbjának, bár nem szerzett gólt.
Nem sokkal később, az Aston Villa ellen térdsérülést szenvedett, és előzetesen hat hét kényszerpihenőt jósoltak neki az orvosok. November 19-én, a vártnál hamarabb tért vissza, és végig is játszotta a Bolton Wanderers ellen mérkőzést, ahol gólt fejelt. December 8-án, a QPR ellen is betalált, ezzel pontot mentve csapatának.

### Hull City
2014 januárjában a Hull Cityhez igazolt. Második meccsén rögtön betalált a Spurs, a harmadikon pedig a West Brom kapujába.

## Válogatott
Long 2007. február 27-én, San Marino ellen mutatkozott be az ír válogatottban. Kevin Doyle és Stephen Elliott is sérüléssel bajlódott, ezért kapott lehetőséget. Első gólját 2007. május 26-án, Bolívia ellen szerezte, augusztus 22-én, Dánia ellen pedig duplázni tudott.
2011 márciusában ő pótolta a sérült Kevin Doyle-t a Macedónia elleni Eb-selejtezőn. Jó teljesítménye miatt az Uruguay elleni barátságos meccsen már kezdőként kapott lehetőséget, és gólt is fejelt. Az írek kijutottak az Európa-bajnokságra, ahol Long a horvátok és az olaszok elleni csoportmeccsen is csereként lépett pályára.

## Sikerei, díjai

### Klubcsapatban

#### Reading
- A Championship bajnoka: 2005/06

## Fordítás
- Ez a szócikk részben vagy egészben  a   Shane Long című angol Wikipédia-szócikk fordításán alapul.  Az eredeti cikk szerkesztőit annak laptörténete sorolja fel. Ez a jelzés csupán a megfogalmazás eredetét és a szerzői jogokat jelzi, nem szolgál a cikkben szereplő információk forrásmegjelöléseként.

## Külső hivatkozások
- Shane Long pályafutásának statisztikái a Soccerbase oldalon (angolul)

- Shane Long adatlapja a West Brom honlapján